# Odile Santaniello
Odile Santaniello, née le 21 décembre 1966 à Briey (Meurthe-et-Moselle), est une ancienne joueuse devenue entraîneuse de basket-ball française. 

## Biographie
Elle a été une des joueuses les plus spectaculaires du basket féminin français. Une précurseure également, puisqu’elle fut parmi les premières Françaises à adopter le tir en extension. Spectaculaire, charismatique, caractérielle aussi parfois, « Santa » a animé les parquets français et européens durant toute sa carrière. Sacrée neuf fois meilleure joueuse française, quintuple championne de France et double championne de l'Euroleague avec le club du CJM Bourges Basket, cette ailière de 1,83 m est une des légendes du basket hexagonal. Considérée par beaucoup comme la meilleure joueuse française de tous les temps. Elle est désormais assistante-entraîneuse, passée par Aix-en-Provence.

## Palmarès
compétitions internationales 
- Vainqueur de l'Euroligue avec le CJM Bourges Basket (1997, 1998).
- Vainqueur de la Coupe Ronchetti avec le CJM Bourges Basket (1995).

 compétitions nationales 
- Championne de France avec le CJM Bourges Basket (1995, 1996, 1997, 1998, 1999).
- Vainqueur du Tournoi de la Fédération avec le CJM Bourges Basket (1996, 1999).

 sélection nationale 
- Vice-championne d'Europe 1993 avec l'Equipe de France.

## Distinctions personnelles
- 9 fois MVP du Championnat de France (1987, 1988, 1989, 1990, 1991, 1992, 1993, 1994 et 1998).

## Carrière

### Joueuse
- 1983-1984 :  Nancy
- 1984-1986 :  Mosa Jambes
- 1986-1994 :  ASPTT Aix-en-Provence
- 1994-1998 :  CJM Bourges Basket
- 1998-2000 :  Famila Schio
- 2000-2001 :  Waïti Bordeaux

### Entraîneuse
- Entraîneuse assistante d'Aix-en-Provence en ligue féminine de 2003 à 2005, puis à partir de 2010
- Entraîneuse du Cavigal Nice Basket 06 (2009 et ?)
- Entraîneuse a l’ussb (Bouc-Bel-Air) d’une équipe de u17 paca et d’une équipe de NM3 à l’AGB (Aubagne)
- Entraineuse de l’équipe PNF (R1) à Grans (2024/2025)